# دموکراسی غیرحزبی
دموکراسی غیرحزبی (انگلیسی: Non-partisan democracy)، مردم‌سالاری غیرحزبی یا مردم‌سالاری بدون حزب یک نظام از نوع سازمان یا دموکراسی نیابتی است آنچنان که انتخابات دوره‌ای و سراسری بدون احزاب سیاسی برگزار می‌شود.